# Mohamed Berte
Mohamed Berte (Brussel, 25 maart 2002) is een Belgisch voetballer.

## Carrière
Berte genoot zijn jeugdopleiding bij KV Oostende. Tijdens de voorbereiding op het seizoen 2021/22 was hij trefzeker in de oefenwedstrijden tegen VV Koekelare en KSKV Zwevezele. Op 31 augustus 2021 maakte KV Oostende bekend dat hij net als Preben Stiers een profcontract tot 2023 kreeg en meteen verhuurd werd aan de Nederlandse eerstedivisionist FC Den Bosch, dat sinds juli 2021 eveneens onder de Pacific Media Group valt. Op 29 oktober 2021 scoorde hij in de 2-1-zege tegen Jong FC Utrecht zijn eerste doelpunt in de Keuken Kampioen Divisie. Zijn tweede goal scoorde hij in de 3-1-zege tegen MVV Maastricht, nadat hij pas in de 88e minuut was ingevallen bij een 2-1-voorsprong.
Na afloop van zijn uitleenbeurt kreeg Berte zijn kans bij KV Oostende, dat in het seizoen 2022/23 uit de Jupiler Pro League degradeerde: onder Yves Vanderhaeghe en diens opvolger Dominik Thalhammer mocht hij dertien keer invallen in de competitie. In de Beker van België was hij invaller tegen Thes Sport en Union Sint-Gillis. Tegen Thes Sport legde hij in de 88e minuut de 1-4-eindscore vast. In augustus 2023 verlengde Berte zijn contract bij KV Oostende tot 2026.

## Clubstatistieken
| Seizoen         | Club            | Land               | Competitie              | Competitie | Competitie | Beker | Beker | Supercup | Supercup | Europees | Europees | Totaal | Totaal |
| Seizoen         | Club            | Land               | Competitie              | Wed.       | Dlp.       | Wed.  | Dlp.  | Wed.     | Dlp.     | Wed.     | Dlp.     | Wed.   | Dlp.   |
| --------------- | --------------- | ------------------ | ----------------------- | ---------- | ---------- | ----- | ----- | -------- | -------- | -------- | -------- | ------ | ------ |
| 2021/22         | KV Oostende     | Vlag van België    | Jupiler Pro League      | 0          | 0          | 0     | 0     | —        | —        | —        | —        | 0      | 0      |
| 2021/22         | → FC Den Bosch  | Vlag van Nederland | Keuken Kampioen Divisie | 17         | 2          | 1     | 0     | —        | —        | —        | —        | 18     | 2      |
| 2022/23         | KV Oostende     | Vlag van België    | Jupiler Pro League      | 13         | 0          | 2     | 1     | —        | —        | —        | —        | 15     | 1      |
| 2023/24         | KV Oostende     | Vlag van België    | Eerste klasse B         | 4          | 0          | 0     | 0     | —        | —        | —        | —        | 4      | 0      |
| Carrière totaal | Carrière totaal | Carrière totaal    | Carrière totaal         | 34         | 2          | 3     | 1     | 0        | 0        | 0        | 0        | 37     | 3      |

Bijgewerkt op 6 september 2023.